# 百山祖玉山竹
百山祖玉山竹（学名：Yushania baishanzuensis）为禾本科玉山竹属下的一个种。

## 扩展阅读
- 維基物種上的相關：百山祖玉山竹